# Jelenská hora
Jelenská hora (1069 m n. m.) je hora na Šumavě tyčící se 5,5 km jihovýchodně od Stožce a 7,5 km severozápadně od Nové Pece u Lipna. Na severním a severovýchodním okraji vrcholové části se rozkládají mrazové sruby.

## Medvědí stezka

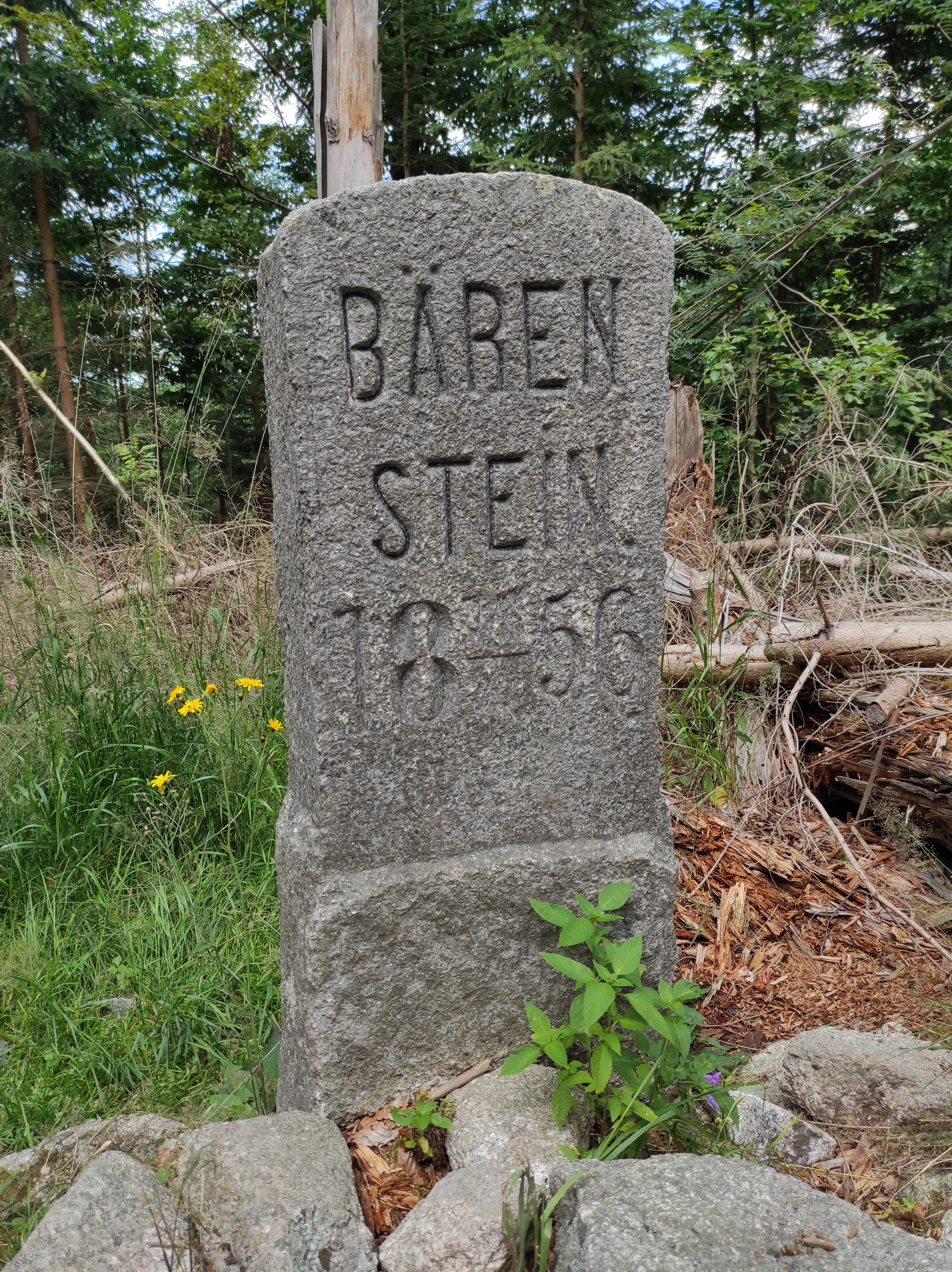
Medvědí kámen

Svahy Jelenské hory obtáčí Medvědí stezka, druhá nejstarší naučná stezka na českém území, vyznačená v roce 1967. Stezka vede mezi Černým Křížem a Ovesnou a mezi její největší zajímavosti na svazích Jelenské hory patří:
- Medvědí kámen (Bärenstein) na památku posledního šumavského medvěda, zastřeleného 14. listopadu 1856 na západním svahu.
- Tunel Schwarzenberského plavebního kanálu v jižním sedle nad obcí Jelení, který v těchto místech vede 400 metrů dlouhým tunelem. U jižního portálu tunelu se nalézá turistické známkové místo číslo 509.
- Jelení jezírko v jihovýchodním svahu, vybudované v roce 1835[5] jako splavovací nádrž ke zlepšení stavu vody ve Schwarzenberském kanále.

Stezka dále pokračuje na východ a protlétá se mezi četnými skalní útvary z pleknštejnské žuly.

## Přístup
Nejjednodušší přístup vede z obce Jelení, na jejímž konci je parkoviště s rozcestníkem značených cest. Od něj vede žlutě značená Idina cesta (která je i cyklotrasou) k Jelenímu jezírku, kde značka odbočuje doprava. Cyklotrasa pokračuje stále rovně a po necelých 100 metrech se od ní odpojuje doleva do kopce neznačená cesta. Ta se po 700 metrech plynulého stoupání rozdvojuje a její levá část směřuje k vrcholové plošině. Samotný vrchol míjí o 150 metrů, které je třeba zdolat volným terénem. Celková délka výstupu je 2,5 km s převýšením 180 metrů.